# Ozero Biklozja
Ozero Biklozja (ryska: Озеро Бикложа) är en sjö i Belarus.   Den ligger i voblasten Vitsebsks voblast, i den norra delen av landet, 190 km nordost om huvudstaden Minsk. Ozero Biklozja ligger 140 meter över havet. Arean är 0,17 kvadratkilometer. Den ligger vid sjöarna  Vozera Saro och Ozero Ostrovenskoje. Den sträcker sig 0,7 kilometer i nord-sydlig riktning, och 0,4 kilometer i öst-västlig riktning.
Omgivningarna runt Ozero Biklozja är en mosaik av jordbruksmark och naturlig växtlighet. Runt Ozero Biklozja är det glesbefolkat, med 16 invånare per kvadratkilometer.